# Mens Sana in Corpore Sano 1871
La Mens Sana in Corpore Sano 1871 è una delle più antiche polisportive italiane. Nacque a Siena il 16 aprile 1871 grazie all'opera di alcuni studenti universitari, e subito si affiliò alla FGNI con la denominazione Associazione Ginnastica Senese Mens Sana in Corpore Sano 1871. Nel 1971 fu insignita della Stella d'oro al merito sportivo e nel 2002 del Collare d'oro al merito sportivo. Inoltre la Mens Sana Siena venne premiata nel 1994 a Roma dal Presidente della Repubblica durante il Congresso federale di ginnastica artistica per gli oltre 100 anni di attività e nel 1995 dalla Federazione Italiana Hockey e Pattinaggio per i 70 anni di attività.

## Storia

La squadra di palla al cerchio della Mens Sana Siena nel 1907

Nel 1875 la Mens Sana organizzò a Siena il Congresso Ginnastico Nazionale, acquisendo sempre maggior importanza a livello nazionale grazie al maestro Leopoldo Nomi Pesciolini. Ad inizio Novecento, con l'introduzione di nuove discipline (scherma, atletica, ciclismo, podismo e una sezione di fanfara), l'Associazione Ginnastica Senese si trasformò in Polisportiva. Nel 1907 al Concorso di Venezia le ragazze della Mens Sana vinsero la medaglia d'argento per aver presentato il gioco della pallacanestro: furono le prime a farlo in Italia.
L'avvento del fascismo determinò una profonda crisi nel movimento dell'associazionismo ginnico, ingabbiato in strutture sempre più rigide; nonostante ciò la Mens Sana si dedicò a ciclismo, pattinaggio ed hockey.
Durante gli anni trenta furono numerose le difficoltà economiche che afflissero la polisportiva, e fu soprattutto il pattinaggio a mantenere accesa la vita sociale. Caduto il fascismo, ebbe inizio la rinascita, che nello stesso periodo rientrava in possesso della palestra Sant'Agata. Nel 1945 l'associazione contava oltre 1000 soci.
L'esigenza di nuovi spazi e di strutture adeguate spinse nel 1968 alla costruzione del Dodecaedro (Palazzetto Giannelli); ben presto anche tale struttura divenne inadeguata, e nel 1976 venne edificato il Pala Mens Sana (oggi PalaEstra). Da quel momento, grazie anche all'apporto di personaggi come Giorgio Lucchesini, l'attività della polisportiva crebbe di anno in anno fino a raggiungere importanti successi sia a livello nazionale che internazionale.